# Eleoscytalopus
Eleoscytalopus — рід горобцеподібних птахів родини галітових (Rhinocryptidae). Містить 2 види.

## Поширення
Всі представники роду поширені в атлантичному лісі на південно-східному узбережжі Бразилії.

## Види
- Тапакуло біловолий (Eleoscytalopus indigoticus)
- Тапакуло рудобокий (Eleoscytalopus psychopompus)